# Habry
Habry – miasto w Czechach, w kraju Wysoczyna. 
Według danych z 1 stycznia 2024, liczba mieszkańców miasta wynosi 1320 osób (1167. miejsce w kraju wśród miejscowości; 558. miejsce wśród miast).

## Demografia
| Rok             | 1970  | 1980  | 1991  | 2001  | 2003  | 2008  | 2016  | 2024  |
| --------------- | ----- | ----- | ----- | ----- | ----- | ----- | ----- | ----- |
| Liczba ludności | 1 551 | 1 341 | 1 317 | 1 298 | 1 305 | 1 337 | 1 305 | 1 320 |

Źródło: Czeski Urząd Statystyczny